# Сохранённый режим

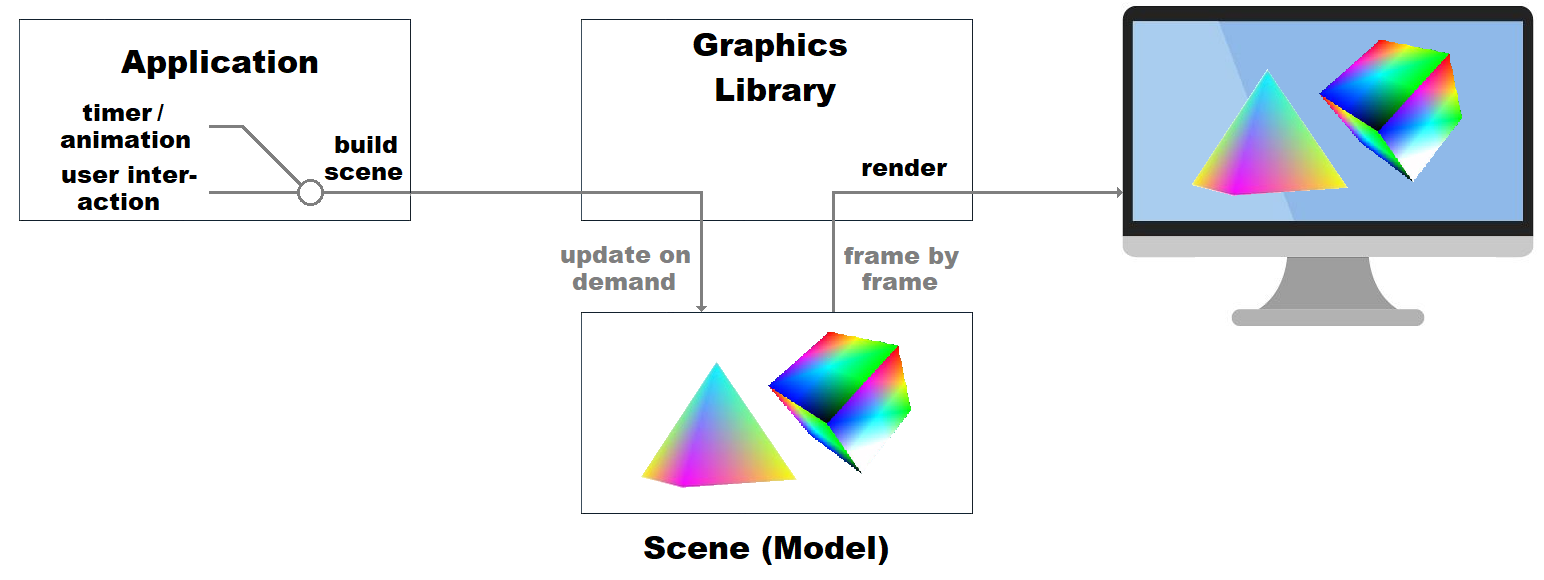
Схематическое объяснение сохранённого режима графического API

Сохранённый режим в компьютерной графике — это основной шаблон проектирования API в графических библиотеках, в котором:
- графическая библиотека[англ.] вместо клиента, сохраняет сцену (полную объектную модель[англ.]* примитивов рендеринга[англ.]) для рендеринга, и
- клиентские вызовы графической библиотеки напрямую не вызывают рендеринг, а используют обширную косвенную ссылку на ресурсы, управляемые — и поэтому сохранённые — графической библиотекой[2]. Это не исключает использования двойной буферизации[3].

Альтернативный подход — это немедленный режим. Исторически сложилось так, что сохранённый режим был доминирующим стилем в в библиотеках с графическим интерфейсом, однако оба могут сосуществовать в одной библиотеке и на практике не обязательно исключают друг друга.

## Обзор

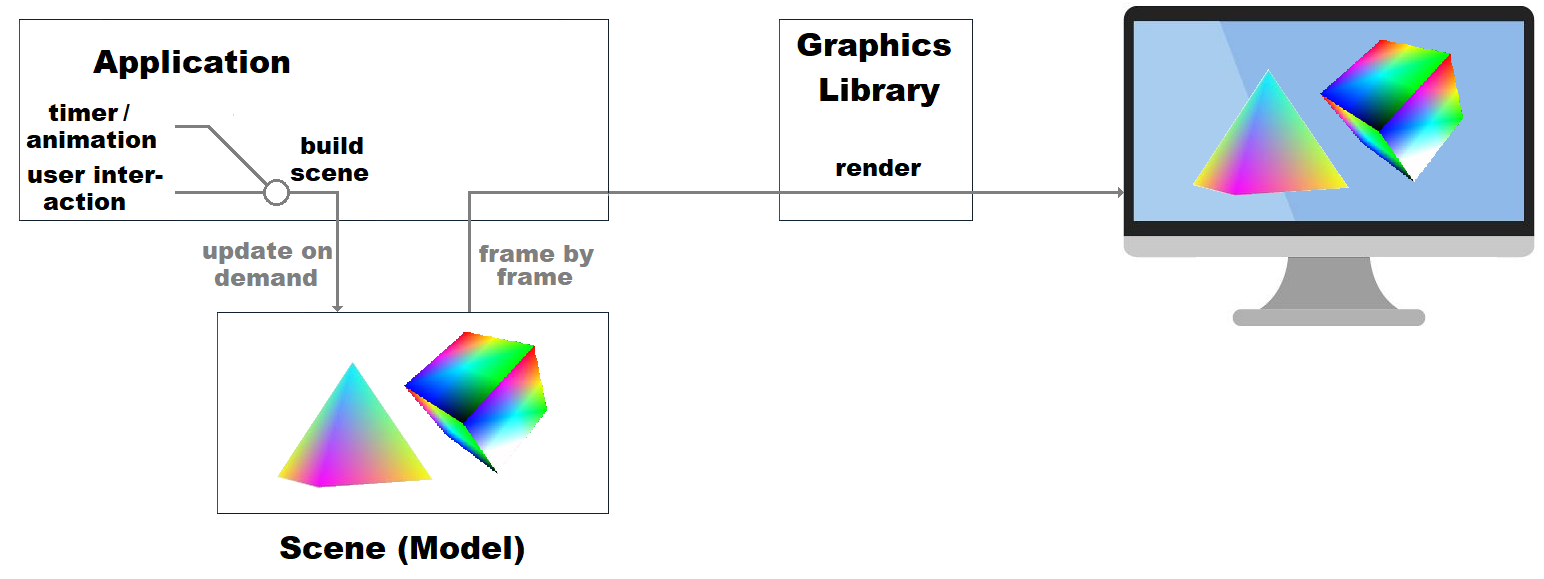
Схематическое объяснение немедленного режима графического API

В сохранённом режиме клиентские вызовы напрямую не вызывают фактический рендеринг, но вместо этого обновляют абстрактную внутреннюю модель (обычно список объектов), которая поддерживается в пространстве данных библиотеки. Это позволяет библиотеке оптимизировать процесс фактического рендеринга наряду с обработкой связанных объектов.
Некоторые методы оптимизации рендеринга включают в себя:
- управление двойной буферизацией[5][6]
- обработка скрытых поверхностей[англ.] с помощью отбраковки обратной поверхности[англ.][7]/отбраковки окклюзии (Z-буферизации)[8]
- передача из приложения в библиотеку только тех данных, которые изменились от одного кадра к другому.

Примером сосуществования сохранённого режима с немедленным режимом в одной и той же библиотеке является OpenGL. OpenGL имеет функции немедленного режима, которые могут использовать ранее определённые серверные объекты (текстуры, вершинные и индексные буферы, шейдеры и т. д.) без повторной отправки неизмененных данных.
Примерами систем рендеринга в сохранённом режиме являются Windows Presentation Foundation, SceneKit на macOS, и PHIGS.